# Osyris alba
El guardalobo o retama loca (Osyris alba) es una especie de planta de la familia de las santaláceas.

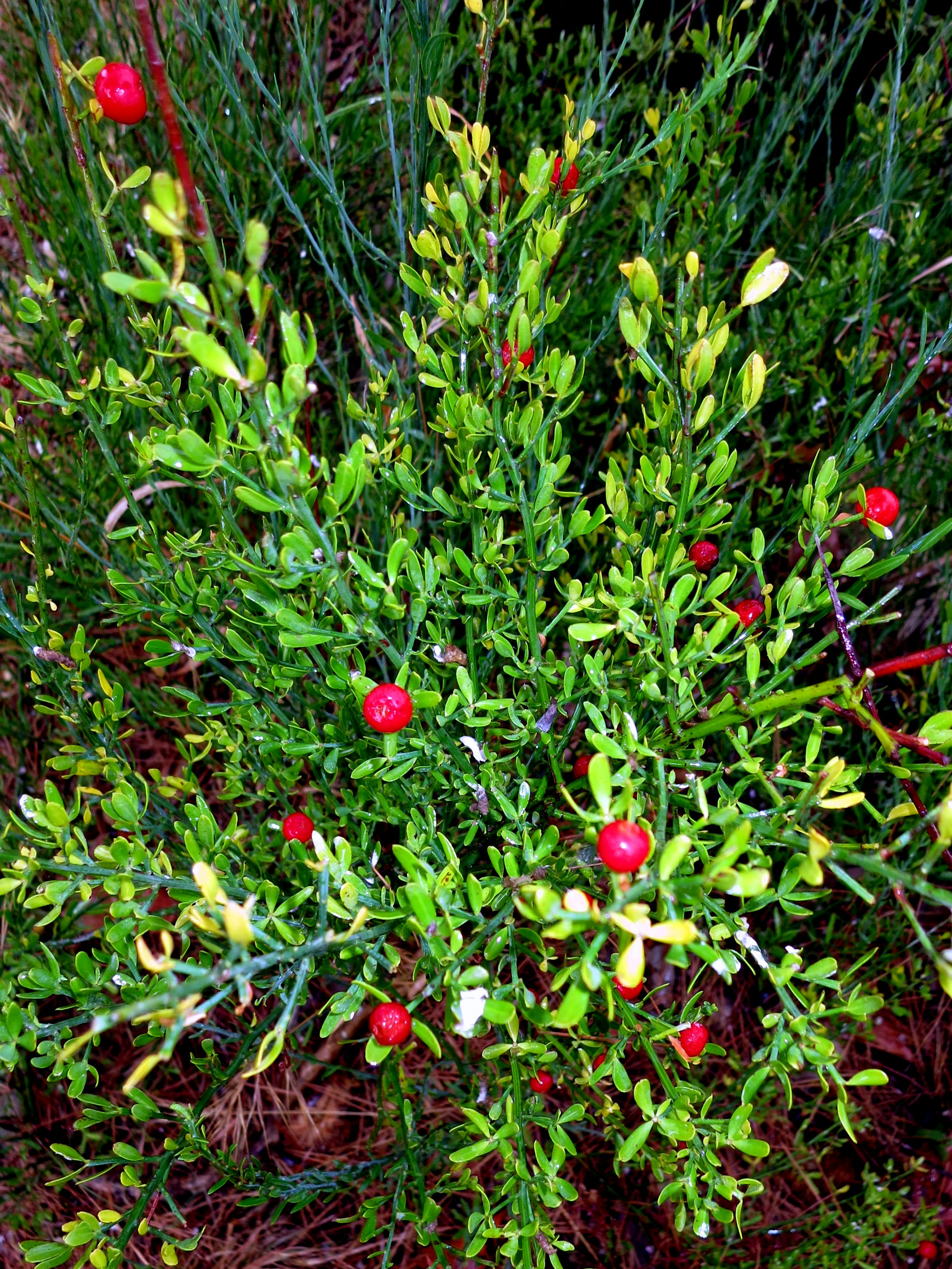
Vista de la planta con frutos

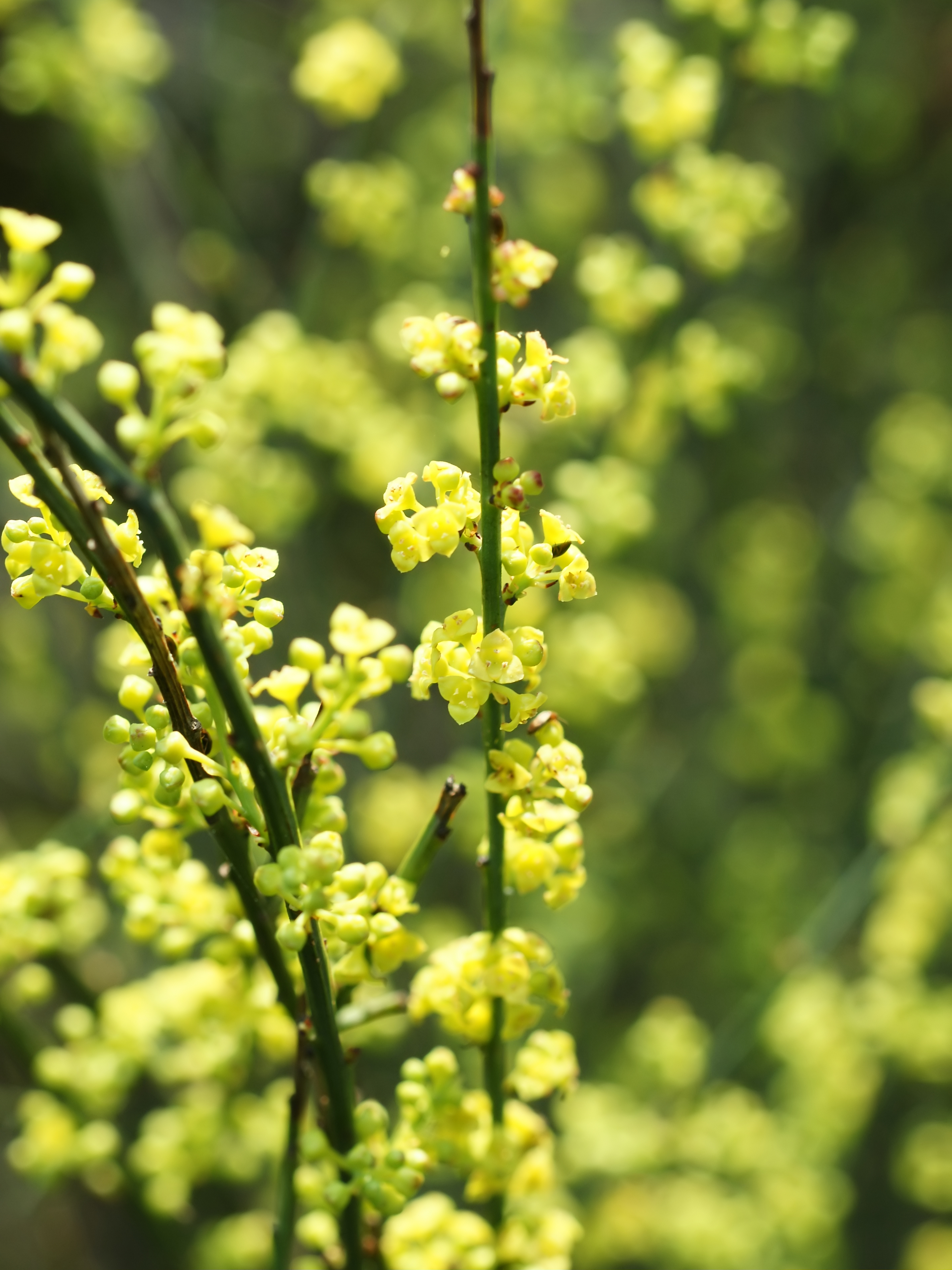
Flores

## Descripción
Es un arbusto dioico, de aspecto cytisoide o retamoide, con numerosas ramas estriadas longitudinalmente. Las hojas son lineares, lanceoladas, coriáceas, persistentes, aunque a veces caedizas. Las flores femeninas en el extremo de las ramas foliadas cortas, a menudo en forma de cúpula, trímeras y 3 estigmas cortos, ovarios insertados en el cáliz (ínfero). Flores masculinas en grupitos formando racimos unilaterales con perianto en forma de cáliz, trímero. 3 estambres cortos con filamentos anchos. El fruto es una drupa de color rojo, con 5-7 mm de diámetro, con el resto de la corola de forma anular.

## Hábitat
Forma parte de matorrales mediterráneos que sustituyen a quejigares, alcornocales y encinares. Zonas soleadas. Habita en zonas áridas y semideserticas, para ello sus raíces, dotadas de haustorios, penetran en las de otras plantas, como la caña común y otras, tomando la savia y con ella el agua necesaria. Es una planta muy valiosa para los pájaros por sus bayas y la alimentación de los animales herbívoros en las zonas desérticas, como el Sahara. En la península ibérica es común en algunas zonas esteparias, a la sombra de los cañaverales.

## Distribución
Es planta del Mediterráneo desde el sur de Portugal hasta Turquía. En la península ibérica y Baleares. En el norte de África desde Marruecos hasta Túnez y Libia . Por el sur llega hasta el Sahara septentrional y en los lechos de los ríos en el Ahaggar.

## Taxonomía
Osyris alba fue descrita por Carlos Linneo y publicado en Species Plantarum 2: 1022, en el año 1753.
Citología
Número de cromosomas de Osyris alba (Fam. Santalaceae) y táxones infraespecíficos: 2n=40
Sinonimia
- Osyris mediterranea Bubani[3]

## Nombre común
- Castellano: bojecillo, casia poética, espantalobos, guardalobo, guardalobos, guardalobos gitana, palotillo, retama blanca, retama loca, retama merina, tejo, varetillas de chifle.[4]